# Lauren Tewes
Cynthia Lauren Tewes (Braddock, Pensilvania, 26 de octubre de 1954) es una actriz estadounidense. Tewes es conocida por interpretar a Julie McCoy en la exitosa serie de  drama televisivo The Love Boat, que se emitió originalmente en ABC de 1977 a 1986.

## Biografía
Cursa estudios secundarios en el Río Hondo College en Whittier, California y posteriormente interpretación en la Universidad de California en Riverside. 
Debuta sobre los escenarios con la obra Arsenic and Old Lace en el Pacific Conservatory Theatre de California. Posteriormente seguirían "Born Yesterday" y "Crimes of the Heart" ya en los años ochenta.
Da el salto a la pequeña pantalla, con personajes episódicos en series míticas como Los ángeles de Charlie, en el episodio Ángeles encadenados, de la primera temporada, emitido el 20 de octubre de 1976, en el que da vida a la hermana de la posteriormente sex-symbol de Hollywood Kim Basinger o Starsky & Hutch (16 de abril de 1977).
Su mayor popularidad se la debe al personaje de la encantadora Directora de relaciones públicas Julie McCoy en la famosa serie de televisión de los años setenta The Love Boat. Tewes dio vida al personaje durante siete años, desde 1977 hasta 1982, año en que fue sustituida por Pat Klous debido a sus problemas con la droga. Retomó el papel en 1986, si bien la serie se canceló el año siguiente.
Tras abandonar la serie, su carrera profesional sufre un cierto declive. En los años noventa interviene en varias películas rodadas directamente para la pequeña pantalla y participa en el reparto de una nueva versión de la mítica serie El Fugitivo, emitida en la temporada 2000/01.
Posteriormente se instala en Seattle donde siguió actuando en obras como My Fair Lady (2003).
Vida Personal
Tewes se ha casado tres veces, primero con John Wassel, un director de comerciales de televisión, luego con Paolo Nonnis, un baterista italiano, y finalmente con el actor de teatro Robert Nadir. En 1987 sufrió la pérdida de su hija de un mes, nacida prematura.